# Kleophis
Kleophis war im 4. Jahrhundert v. Chr. eine Königin des indischen Volkes der Assakener und die Mutter des Stammesfürsten Assakenos.
Im Anschluss an die Eroberung des Perserreichs unternahm Alexander der Große einen Indienfeldzug. In dessen Verlauf bekriegte er Ende 327 v. Chr. auch die im Bergland von Swat siedelnden Assakener, doch ergab sich deren feste Stadt Massaga erst nach schweren Kämpfen. Nach der Kapitulation der Stadt ließ der Makedonenkönig die indischen Söldnertruppen der Assakener rücksichtslos niedermetzeln.
Der Altphilologe Wilhelm Kroll hält nur die knappe Überlieferung des Alexanderhistorikers Arrian für glaubwürdig, laut der die Mutter und Tochter des Königs Assakenos nach der Eroberung Massagas in die Gefangenschaft Alexanders des Großen gerieten. Der sizilianische Historiker Diodor berichtet, dass die Königin der Assakener nach dem Vergleich mit den Makedonen zur Übergabe von Massaga Alexanders Großmut bewunderte, ihm kostbare Geschenke sandte und versprach, alle seine Befehle zu befolgen.
Nach der Ansicht Wilhelm Krolls liegt eine romanhafte Ausschmückung der Kleophis-Episode namentlich bei der Metzer Epitome, Quintus Curtius Rufus und Iustinus vor. Laut der Metzer Epitome war Kleophis die Mutter des Königs Mesagenus und führte für ihren Enkel die Herrschaft. Weil sie nicht durchsetzen konnte, dass sich ihre von den Makedonen eingeschlossene Stadt ergab, ließ sie Alexander dem Großen heimlich eine Gesandtschaft zukommen. Nach der Eroberung der Stadt huldigte sie dem Makedonenkönig und durfte anscheinend wegen ihres blendenden Aussehens Königin bleiben. Ähnlich erzählt Curtius Rufus, dass Kleophis an Stelle ihres verstorbenen Sohnes Assakenos und dessen Sohn die Regierung führte. Als Alexander der Große Massaga eingenommen hatte, beließ er sie – angeblich, weil er von ihrer Schönheit fasziniert war – in ihrer königlichen Stellung. Sie brachte später einen Sohn zur Welt, den sie Alexander nannte, doch lässt es Curtius Rufus ungewiss, wer der Vater des Jungen war. Für Iustinus steht schließlich fest, dass Kleophis ihren Thron rettete, indem sie nach ihrer Kapitulation mit Alexander geschlafen und ihm einen gleichnamigen Sohn geboren habe, weshalb sie von den Indern als königliche Hure (scortum regium) bezeichnet worden sei. In der Metzer Epitome wird hingegen kein nach der makedonischen Unterwerfung der Assakener geborenes Kind der Kleophis erwähnt.
Vielleicht diente die Kleophis-Geschichte als Vorbild für die im Alexanderroman auftretende Kandake.

## Weblink
- Kleophis bei pothos.org